# HB (groupe)
Pour les articles homonymes, voir HB.
HB est un groupe de metal chrétien et symphonique finlandais, originaire de Forssa.

## Biographie
HB est formé en 2002 à Forssa, en Finlande. Après avoir publié une démo, ils sortent leur premier album intitulé Uskon puolesta. Un single intitulé Turhaa tärinää? est publié la même année. Le deuxième album du groupe, Enne, passe quatre semaines dans le top 40 officiel finlandais, atteignant la 27e place. Le son de l'album est similaire à celle de Nightwish et Within Temptation. La différence entre ces groupes et HB est avant tout que les paroles, écrites par Antti Niskala, sont en finnois et sont fortement teintées de foi chrétienne. Le groupe a depuis ré-enregistré une version anglaise de Enne intitulée Frozen Inside, qui est sortie le 23 avril 2008. L'album est entré dans le top 40 finlandais au numéro 15 dès sa sortie, et y est resté deux semaines de plus. En 2008, le groupe publie l'album Piikki Lihassa. Une chanson du nouvel album peut être écoutée sur le compte MySpace de HB.
En 2010, le groupe publie l'album Pääkallonpaikka, leur quatrième album. Il atteint la cinquième place du top 40 finlandais.
En 2013, le groupe se met en pause. La chanteuse Johanna Aaltonen quitte HB au début de 2013 pour des raisons professionnelles. La nouvelle chanteuse, Miia Rautkoski, ancienne membre des groupes G-Powered et Ramsas Atas, est recrutée en février 2013. Ils publient plus tard un best-of Lopun Alkuja - Alun Loppuja (2002-2012). Le 3 mai 2014, le groupe annonce le retour de sa chanteuse, Johanna Aaltonen.

## Membres

### Membres actuels
- Johanna Kultalahti (Aaltonen) – chant
- Antti Niskala – guitare
- Tuomas Kannisto – basse
- Markus Malin – batterie

### Anciens membres
- Miia Rautkoski – chant (2013-2014)
- Tuomas Mäki-Kerttula – basse
- Tommi Huuskonen – basse
- Keijo Kauppinen – guitare
- Janne Karhunen – guitare
- Samuel Mäki-Kerttula – batterie
- Bob – guitare
- Sofia Ylinen – guitare